# Barnstorming
Barnstorming es un videojuego para Atari 2600 diseñado por Steve Cartwright y publicado por Activision en 1982. Fue el primer juego diseñado por Cartwright. La idea de Barnstorming se le ocurrió un día mientras miraba un biplano mientras conducía a casa desde el trabajo.

## Modo de juego
El jugador debe pilotar un biplano a través de una serie de graneros en el menor tiempo posible mientras esquiva molinos de viento, veletas y gansos. Chocar contra cualquier obstáculo ralentiza el avión durante un par de segundos, aumentando el tiempo total.
Hay cuatro niveles de juego determinados por el interruptor de selección de juego. El juego 1 es Hedge Hopper (10 graneros), el juego 2 es Crop Duster (15 graneros), el juego 3 es Stunt Pilot (15 graneros) y el juego 4 es Flying Ace (25 graneros). En los primeros tres juegos, el diseño del recorrido de graneros, molinos de viento e incluso gansos no cambia, lo que facilita la memorización del recorrido. El juego 4 es el único juego con un curso aleatorio.
Originalmente, los jugadores podían enviar una imagen de sus pantallas a Activision demostrando haber alcanzado o superado un tiempo de 33,3 segundos en el juego 1, 51,0 segundos en el juego 2 o 54,0 segundos en el juego 3, para ganar un membresía en Activision Flying Aces y un parche de Flying Aces.

## Recepción
Barnstorming fue lanzado en marzo de 1982. Richard A. Edwards reseñó Barnstorming en The Space Gamer y comentó que «Este es un juego del que ningún propietario de Atari VCS debería prescindir. Cómprelo».
A partir de revisiones retrospectivas, Scott Alan Marriott de AllGame destacó las imágenes impresionantes del juego para su época, pero que el juego se volvía aburrido tras partidas repetidas, señalando que «todos los niveles están estructurados de la misma manera [...] Una vez que completas tu objetivo, puedes intentarlo de nuevo o ver qué tan rápido vuela el cartucho debajo de las sillas».

## Reseñas
- Tilt (noviembre de 1982)[7]